# Phaethornis griseogularis
A Phaethornis griseogularis a madarak osztályának sarlósfecske-alakúak (Apodiformes)  rendjébe és a kolibrifélék (Trochilidae) családjába tartozó faj.

## Rendszerezése
A fajt John Gould angol ornitológus írta le 1851-ben.

## Alfajai
- Phaethornis griseogularis griseogularis Gould, 1851
- Phaethornis griseogularis porcullae Carriker, 1935
- Phaethornis griseogularis zonura Gould, 1860[2]

## Előfordulása
Brazília, Ecuador, Kolumbia, Peru és Venezuela területén honos. Természetes élőhelyei a szubtrópusi vagy trópusi síkvidéki és hegyi esőerdők, száraz erdők, valamint másodlagos erdők. Állandó, nem vonuló faj.

## Megjelenése
Testhossza 10 centiméter.

## Természetvédelmi helyzete
Az elterjedési területe nagyon nagy, egyedszáma pedig ismeretlen. A Természetvédelmi Világszövetség Vörös listáján nem fenyegetett fajként szerepel.